# تنظيم تخلق النسيج العصبي
علم التخلق هو دراسة التغيرات الوراثية في التعبير الجيني غير الناتجة عن تعديلات تسلسل الحمض النووي الريبوزي منقوص الأوكسجين (الدنا). يُعتبر تخلق النسيج العصبي آلية تكاثر العصبونات وتمايزها. تنطوي هذه الآلية على العديد من العمليات المعقدة المختلفة المعتمدة على الوقت والترتيب. تُعد عمليات تكاثر العصبونات، وتحديد مصيرها، والتمايز، والنضج وتكامل وظيفة الخلايا الجديدة في الشبكات العصبونية الموجودة عمليات مترابطة. في العقد الأخير، لوحظ وجود دور كبير للعديد من الآليات التنظيمية التخلقية في توقيت سلالات الخلايا الجذعية العصبية وتحديدها.

## الآليات والتعريفات ذات الصلة
توجد ثلاث وسائل هامة من أجل التنظيم التخلقي، بما في ذلك تعديلات الهستون، ومثيلة الدنا ونزع الميثيل، وتعبيرات الرنا الميكروي (إم آي آر إن إيه). تحافظ الهستونات على دنا الخلية حقيقية النواة مغلفًا بإحكام بواسطة تفاعلات الشحنات ما بين الشحنة الموجبة لذيل الهستون والشحنة السالبة للدنا، بالإضافة إلى تلك الموجودة بين ذيول هستونات الجسيمات النووية القريبة. على الرغم من وجود أنواع عديدة من تعديلات الهستون، فقد اكتُشف مشاركة آليتين أساسيتين منها في التخلقات العصبية: مثيلة الهستونات وأستلة الهستونات. في الحالة الأولى، تُضاف مجموعات الميثيل إلى الهستون أو تُزال منه ما يغير من بنيته ويكشف الكروماتين ويؤدي إلى تنشيط الجين أو تعطيله. في الحالة الثانية، تتسبب أستلة الهستون في احتفاظ الهستون بالدنا على نحو رخو، ما يسمح بتنشيط أكبر للجينات. تُعد مثيلة الدنا، التي تُضاف فيها مجموعات الميثيل إلى بقية السيتوزين أو الأدينوزين على الدنا، وسيلة أكثر ديمومة في تعطيل الجينات بالمقارنة مع تعديلات الهستون، على الرغم من قابلية عكسها في بعض الحالات. يُعتبر الرنا الميكروي (إم آي آر إن إيه) أحد الأشكال الصغيرة للرنا غير المشفر (إن سي آر إن إيه) الذي يعمل غالبًا كآلية «ضبط دقيق» للتعبير الجيني من خلال كبح الرنا المرسال (إم آر إن إيه) في العصبونات أو تحفيزه، لكن قد يعمل أيضًا بشكل مباشر مع عوامل النسخ بهدف توجيه تخلق النسيج العصبي.

## التنظيم التخلقي في الدماغ

### تخلق النسيج العصبي الجنيني

#### تعديلات الهستون
تولد الخلايا الجذعية العصبية القشرة المخية بطريقة دقيقة «من الداخل إلى الخارج» عن طريق آليات توقيت محكمة بعناية. تتشكل العصبونات مبكرة التولد من الطبقات العميقة في القشرة المخية بينما تتشكل العصبونات حديثة التولد من الطبقات العليا. يظهر برنامج التوقيت هذا في المختبر وفي الجسم الحي على حد سواء. تمثل مثيلة الهستون إحدى الآليات التنظيمية التخلقية التي تعمل على تعديل الإنتاج الملائم للطبقتين العليا والعميقة من العصبونات. على وجه التحديد، أدى حذف «إي زد إتش 2» المشفر لناقل ميثيل الهستون إلى انخفاض مزدوج في عصبونات الطبقة العليا المعبر عن «إس إيه تي بي 2» و«بي آر إن 2» دون التأثير على عدد العصبونات في الطبقتين V وVI. بشكل مماثل، تعمل أستلة الهستون عبر حمض الفالبوريك المثبط للهستون ديستيلاز (إتش دي إيه سي)، الذي يُعد إحدى علاجات الصرع، في الخلايا الجذعية الجنينية (إي إس سي) لدى الفئران على تحفيز التمايز العصبي، إلى جانب تعزيز أعداد المجموعات العصبونية بشكل انتقائي في الطبقة العليا. على هذا النحو، من المقترح وجود دور لتثبيط «إتش دي إيه سي» في تعزيز تقدم التمايز العصبوني، ما يؤدي إلى تغيير مصيرها من أسلاف منتجة للطبقة العميقة إلى أسلاف الطبقة العليا. ومع ذلك، ما تزال الأسباب الكامنة خلف هذا التمايز الانتقائي وتحكم التوقيت نتيجة تثبيط «إتش دي إيه سي» غير مفهومة تمامًا.

#### مثيلة الدنا
وضحت التجارب المجرية على الفئران معطلة الجين الطبيعة الهامة لمثيلة الدنا في تخلق القشرة المخية. عند استئصال «دي إن إم تي 3 بي» و«دي إن إم تي 1» بشكل منفصل لدى أجنة الفئران، توفيت هذه الأجنة جراء ضعف تطور الأنبوبة العصبية. لم يسبب تعطيل «دي إن إم تي 3 إيه» موت الأجنة، لكنه أدى إلى ضرر شديد في التخلق العصبي بعد الولادة. يعود هذا بشكل كبير إلى التوقيت الذي تنشط فيه هذه الآليات التخلقية. يُعبر عن «دي إن إم تي 3 بي» في الخلايا السلفية العصبية المبكرة، وينخفض هذا التعبير مع استمرار التطور العصبي، بينما يصعب وجود «دي إن إم تي 3 إيه» حتى اليوم الجنيني العاشر (إي 10). ومع ذلك، في «إي 10»، يزداد التعبير عن «دي إن إم تي 3 إيه» بشكل ملحوظ من «إي 13.5» وحتى مرحلة البلوغ. في الدماغ الأمامي بعد الولادة، يُعبر عن «دي إن إم تي 3 إيه» في المنطقة تحت البطينية (إس في زد) والتلفيف المسنن للحصين، إذ يشكل هذان الموقعان المكان الرئيسي لتخلق النسيج العصبي لدى البالغين. يؤدي فقدان «دي إن إم تي 3 إيه» في الخلايا السلفية العصبية بعد الولادة إلى تنظيم الجينات العصبونية بالإنقاص مثل «دي إل إكس 2»، و«نيوروغ 2» و«إس بّي 8»؛ مع تنظيم الجينات المشاركة في تمايز الخلايا النجمية والخلايا الدبقية قليلة التغصن بالزيادة، ما يشير إلى وجود دور في تغيير مصير الخلية من تخلق النسيج العصبي إلى تخلق الخلايا الدبقية. يسمح نزع ميثيل الدنا، بالإضافة إلى مثيلة الدنا، في بعض الجينات بحدوث تخلق النسيج العصبي بطريقة معتمدة على الوقت. يمثل «إتش إي إس 5» مفرط الميثيل في أجنة «إي 7.5» إحدىعلوم عصبية جزيئية هذه الجينات، لكنه يصبح منزوع الميثيل بشكل تام بواسطة «إي 9.5»، الذي يُعد إحدى الجينات الهدف في مسار إشارات الثلمة. يعمل «جي سي إم 1» و«جي سي إم 2» على نزع الميثيل من محفز «إتش إي إس 5»، ما يسمح له بالاستجابة لإشارات الثلمة وبدء توليد الخلايا الجذعية العصبية. يُعتبر «جي إف إيه بّي» المسؤول عن تمايز الخلايا النجمية أحد أمثلة الجينات الأخرى. يحدث كبح القدرة على التمايز إلى الخلايا الدبقية في الخلايا الدبقية العصبية ذات مصير الخلية العصبونية. يعود هذا الكبح بشكل كبير إلى خلل استجابة الخلايا الجذعية العصبية تجاه التحفيزات المنتجة للخلايا النجمية. ترجع عدم استجابة الخلايا الجذعية العصبية إلى الدنا مفرط الميثيل في المناطق المحفزة لجينات الخلايا النجمية مثل «جي إف إيه بّي». يُعد موقع ربط «إس تي إيه تي 3» في المنطقة المحفزة من «جي إف إيه بّي» مفرط الميثيل عند «إي 11.5» وبالكاد عند «إي 14.5»، إذ يصبح قادرًا عند هذه النقطة على تلقي التحفيزات المنتجة للخلايا النجمية وبدء تمايز الخلايا النجمية المستحثة بالسيتوكين.